# Haus Vellbrüggen

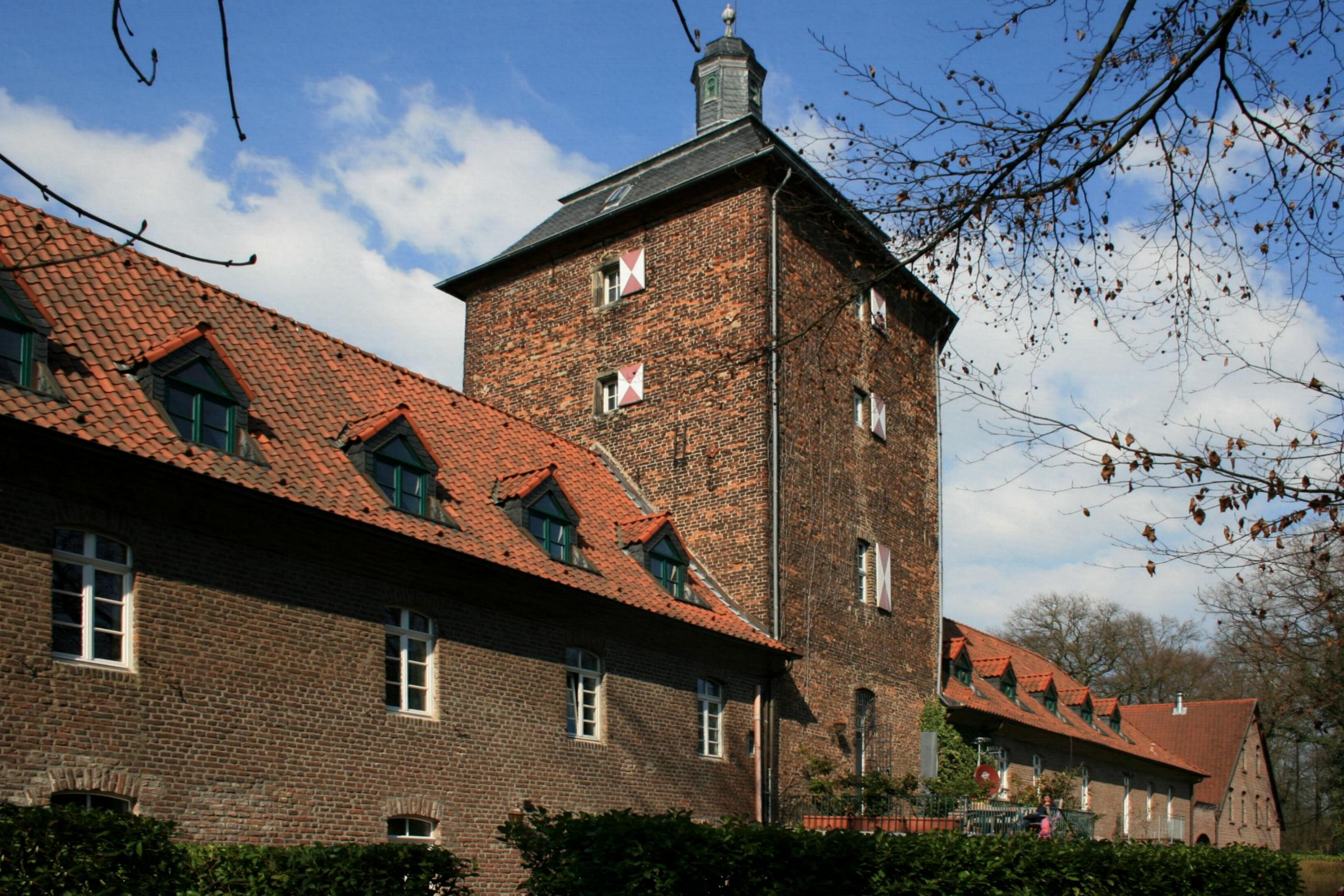
Südostflügel des Hauses Vellbrüggen

Das Haus Vellbrüggen, auch Vellbrügger Hof oder Haus Feld Brück genannt, ist ein ehemaliges Rittergut im Ortsteil Norf der nordrhein-westfälischen Stadt Neuss. Der Gebäudekomplex, bestehend aus repräsentativen Backsteinbauten aus dem 15. bis 20. Jahrhundert, ist eine typisch rheinische Hofesfeste und steht seit dem 11. August 1989 unter dem Namen Gut Vellbrüggen unter Denkmalschutz. Der Stammsitz der Familie Aldenbrüggen besitzt an der Südseite einen hohen Vierecksturm, der Hauptmotiv im Wappen der ehemals selbständigen Gemeinde Norf ist.
Noch bis zum Ende der 1980er Jahre wurde das Gut landwirtschaftlich genutzt, dann wurde es umgebaut und saniert. Seither dienen die an den Turm angebauten ehemaligen Wohngebäude als Firmensitz, während die einstigen Hofgebäude und Stallungen zu Wohnzwecken umgebaut worden sind.

## Geschichte
1262 erscheinen die Brüder Arnold und Gerhard von Vol(l)merincheim als Zeugen in einer Urkunde. Der Name Vol(l)merincheim entwickelte sich im Laufe der Zeit zu Velmercken und dann zu Vellbrüggen. Die Forschung geht deshalb mehrheitlich davon aus, dass es schon im 13. Jahrhundert am Ort des heutigen Hauses eine wasserumwehrte Vorgängeranlage gegeben hat. Diese gelangte im 14. Jahrhundert in den Besitz der Herren von Aldenbrüggen, die sich nachfolgend zusätzlich Velmercken nannten und die Burg zu ihrem Stammsitz machten. Anfang des 15. Jahrhunderts waren die beiden Namen dann zu Vellbrüggen verschmolzen.

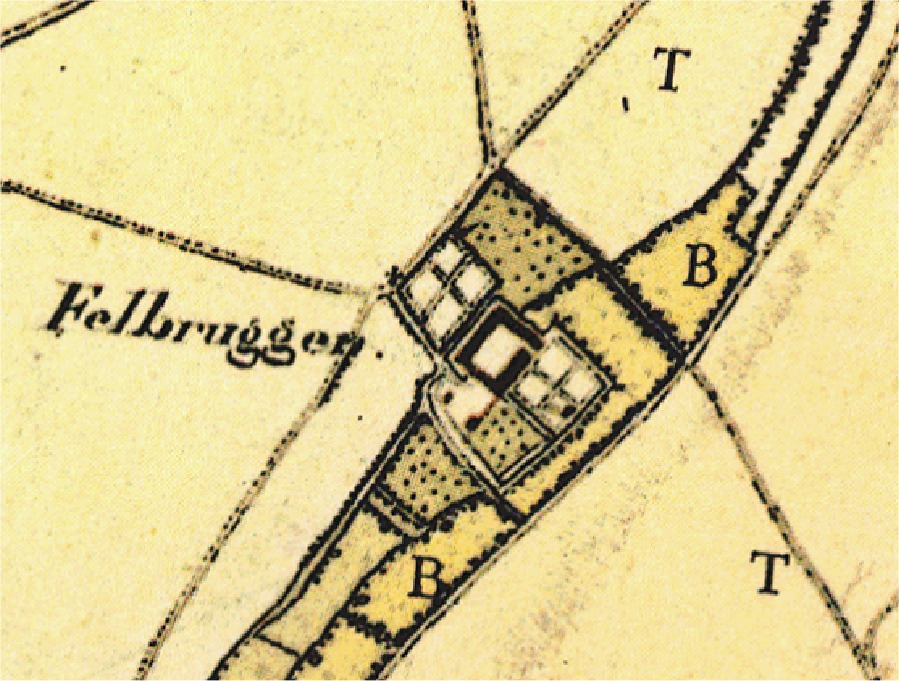
Haus Vellbrüggen auf der Tranchotkarte

Simon von Vellbrüggen vermachte die Anlage im Jahr 1520 Johann Quadt, dem Amtmann von Erprath. Während des Truchsessischen Kriegs wurde sie vielleicht zu großen Teilen zerstört, denn Norf ging bei den damit verbundenen Kriegshandlungen 1585 „fast zugrunde“. Die von Harff verkauften Haus Vellbrüggen 1602 für 16.000 Reichstaler an Robert von Harff. Mit dem Tod von dessen Neffe, Freiherr Werner von Harff, Erbhofmeister des Herzogtums Jülich und Amtmann zu Geilenkirchen, am 19. Juni 1672 fiel der Besitz an den Sohn von Werners Nichte, Johann Arnold Werner von Harff zu Dreiborn.
Seine Familie blieb bis in das 19. Jahrhundert Eigentümerin. Freiherr Philipp Franz von Harff-Dreiborn ließ die Hofesfeste ab 1753 umbauen und instand setzen. Ein erster Teil der Arbeiten schlug mit mehr als 517 Reichstalern zu Buche, ein ab 1755 durchgeführter Um- und Ausbau eines spätmittelalterlichen Turms kostete noch einmal über 498 Reichstaler. Planung und Bauleitung lagen seinerzeit in den Händen des kurpfälzischen Generallandmessers Johann Peter Nosthoffen. Nach seinen Vorlagen erhielt der Turm auch eine barocke Schieferhaube mit geschlossener Laterne. Zur selben Zeit plante Philipp Franz von Harff-Dreiborn den Neubau der Hauskapelle und eines sechsachsigen, herrschaftlichen Wohngebäudes, wovon erhaltene Planzeichnungen Nosthoffens zeugen.

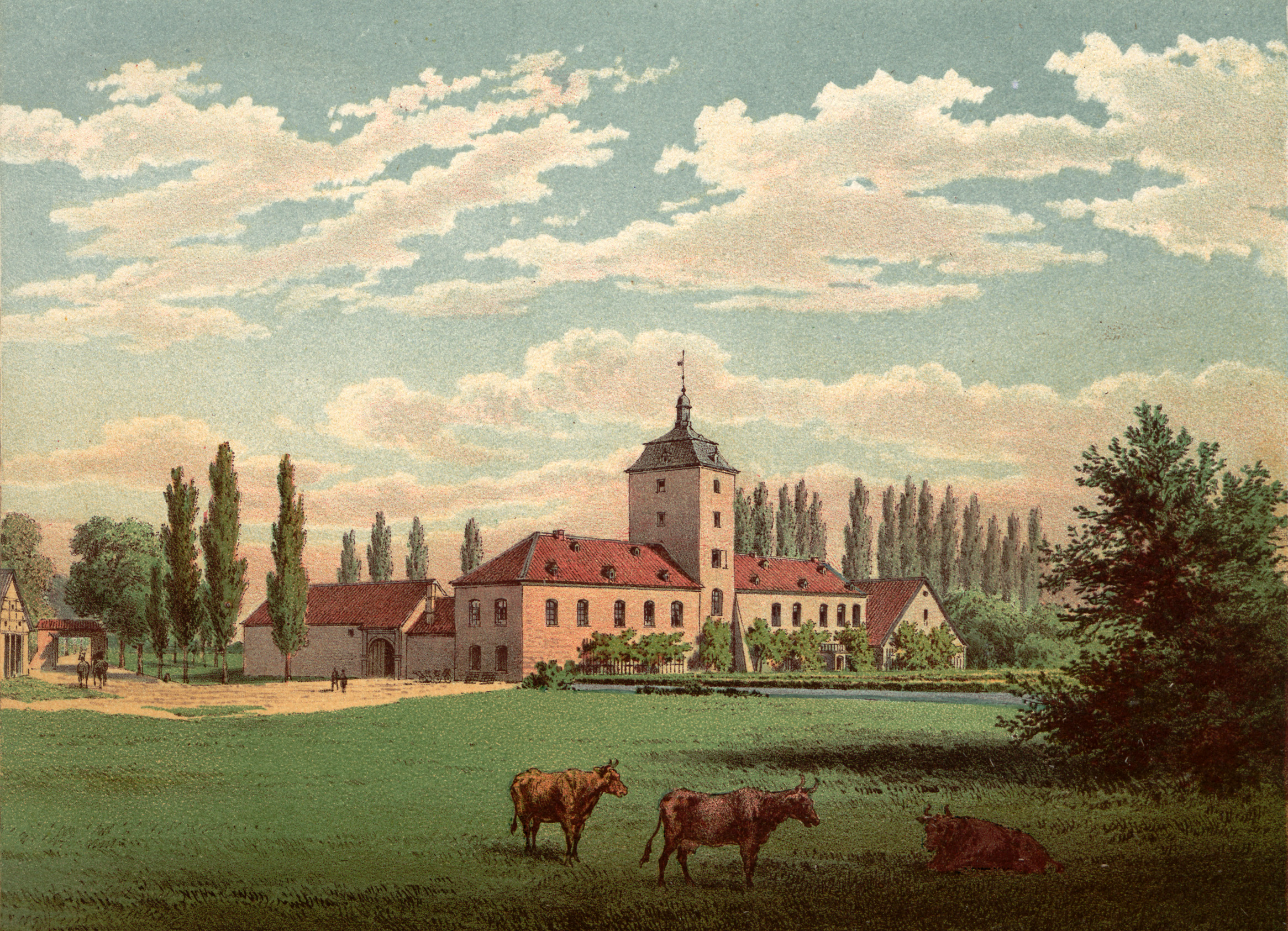
Lithografie des Hauses Vellbrüggen von 1871/1873

Im Jahr 1831 wurde Werner von Haxthausen durch die Heirat mit Elisabeth Antonie von Harff-Dreiborn neuer Eigentümer der Anlage. Zu jener Zeit wurde sie als landtagsfähiger Rittersitz geführt. Dann folgten mehrere Besitzerwechsel in schneller Folge. Mitte des 19. Jahrhunderts erwarb die Familie Wiersberg den Besitz, ehe er 1873 an Johan Michael Zillekens kam. Ende des 19. Jahrhunderts erfolgte eine Erneuerung zweier Gebäudetrakte in schlichten historisierenden Formen und der Neubau eines eingeschossigen Nordostflügels. Im Jahr 1907 kaufte der Neusser Fabrikant Bauer das Anwesen. Ihm folgte 1913 die Familie von Waldthausen als Eigentümerin. Sie errichtete noch im selben Jahr vor dem Nordwestflügel einen Großviehstall und verband ihn mit den bisherigen Gebäuden durch einen Verbindungsflügel. Um dies verwirklichen zu können, musste dafür der dortige Wassergraben verfüllt werden.
Während des Zweiten Weltkriegs brannte der niedrige Nordostflügel der Anlage bis auf die Grundmauern ab. Nachdem die landwirtschaftliche Nutzung des Hauses 1988 aufgegeben worden war, wurde das Anwesen an ein Kölner Unternehmen verkauft, das dort Wohnungen einrichten wollte. Doch die Pläne scheiterten, und 1989 erwarb ein Neusser Unternehmen für Messgerätebau Vellbrüggen, um es als seinen Firmensitz zu nutzen. Es ließ die Anlage grundlegend sanieren und umbauen. Dabei wurde auch die im Krieg verloren gegangene Vierflügeligkeit wiederhergestellt. Zuvor wurde 1997 am Ort des abgebrannten Trakts eine archäologische Untersuchung durchgeführt. Sie brachte mehrere alte Mauerstücke zum Vorschein, von denen das älteste – aus Trachyt und Tuffstein – wahrscheinlich in das 13. Jahrhundert datiert.

## Beschreibung
Haus Vellbrüggen steht am Westufer des Norfbachs am nördlichen Ortsrand von Neuss-Norf. Es ist eine für das Rheinland typische Hofesfeste, also ein bewehrter Gutshof, hier in Form eines Vierkanthofs, dessen Trakte einen Innenhof umschließen. Er ist – mit Ausnahme des Nordwestbereichs – allseitig von einem Wassergraben umgeben, der früher vom Norfbach gespeist wurde.
Das markanteste Bauteil des Hauses ist zugleich ihr ältestes: der in der Mitte des Südostflügels stehende, spätmittelalterliche Wohnturm aus dem 14./15. Jahrhundert. Der viereckige Turm besitzt Mauerwerk aus Ziegel, das sich über einem hohen Kellergeschoss mit Tonnengewölbe erhebt. Die vier Geschosse sind von einer schiefergedeckten Haube mit achtseitiger Laterne bekrönt, die der Turm in der zweiten Hälfte des 18. Jahrhunderts erhielt und die 1978 fast komplett erneuert worden sind. Der Turm ist vielleicht der einzige Rest einer mittelalterlichen Burganlage, die möglicherweise wegen Baufälligkeit, im Truchsessischen oder im Dreißigjährigen Krieg zerstört worden ist. An der abgeschrägten Ostecke des Wohnturms deuten Vermauerungen im zweiten Obergeschoss auf ehemals dort anstoßende Bauteile, die heute nicht mehr erhalten sind. Anschließende Mauerwerksreste an der Ostseite gab es noch bis in die 1990er Jahre, ehe sie im Zuge der umfassenden Veränderungen niedergelegt wurden. Auf einer von Alexander Duncker veröffentlichten Lithografie aus den Jahren 1871/1873 sind sie noch zu sehen. An seiner Feldseite besitzt der Turm eine Terrasse, zu der eine breite Treppe hinaufführt. In seinem Inneren sind ein Saal mit Kölner Decke und im zweiten Obergeschoss ein spätgotischer Kamin erhalten. Zu beiden Seiten des Turms schließen sich zweigeschossige Bauten aus dem 17. Jahrhundert an und bilden gemeinsam mit dem Turm den Südostflügel der Anlage. An ihrer Außenfassade finden sich drei heute vermauerte Schießscharten.
Die beiden ehemaligen Wirtschaftsflügel an der Südwest- und Nordwestseite im Stil des Historismus besitzen eineinhalb Geschosse. Nicht ganz mittig liegt im Südwesttrakt das korbbogige Tor mit Durchfahrt zum Innenhof. Es ist von einem Treppengiebel bekrönt und trägt die Jahreszahl 1895 in seinem Schlussstein. Die nordöstliche Seite des Hauses wird durch einen modernen Wohnflügel aus den 1990er Jahren gebildet. Er besitzt – wie auch die übrigen drei Trakte – ein ziegelgedecktes Dach mit vielen Gauben und Fenstern.
An die Nordwestseite der geschlossenen Vierflügelanlage schließt sich mit dem ehemaligen Großviehstall ein L-förmiger Trakt aus dem frühen 20. Jahrhundert an. Auch er wurde in den 1990er Jahren zu Wohnzwecken modern umgestaltet und gleicht in der Gestaltung dem Neubau an der Nordostflanke von Haus Vellbrüggen.

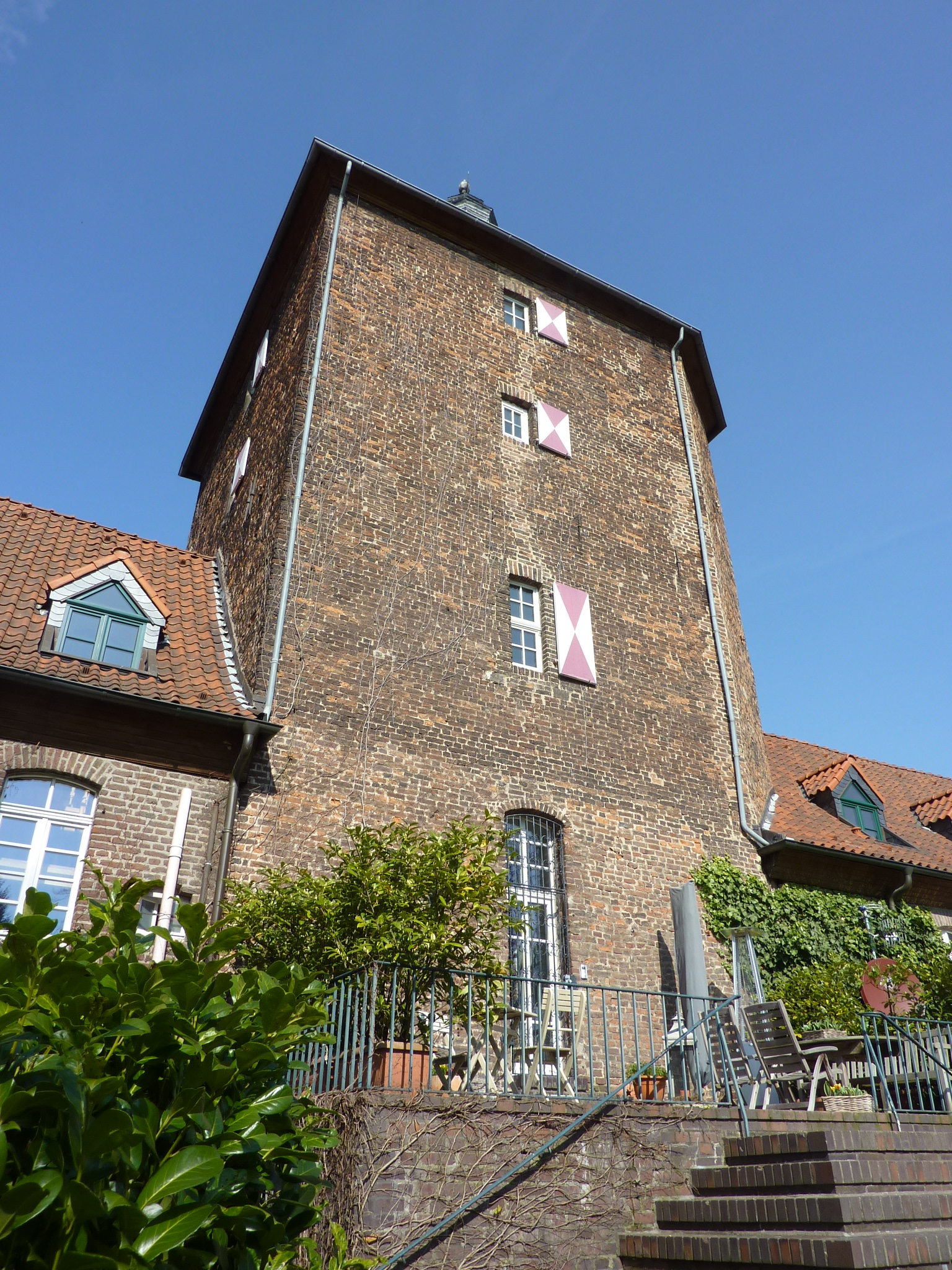
Ehemaliger Wohnturm
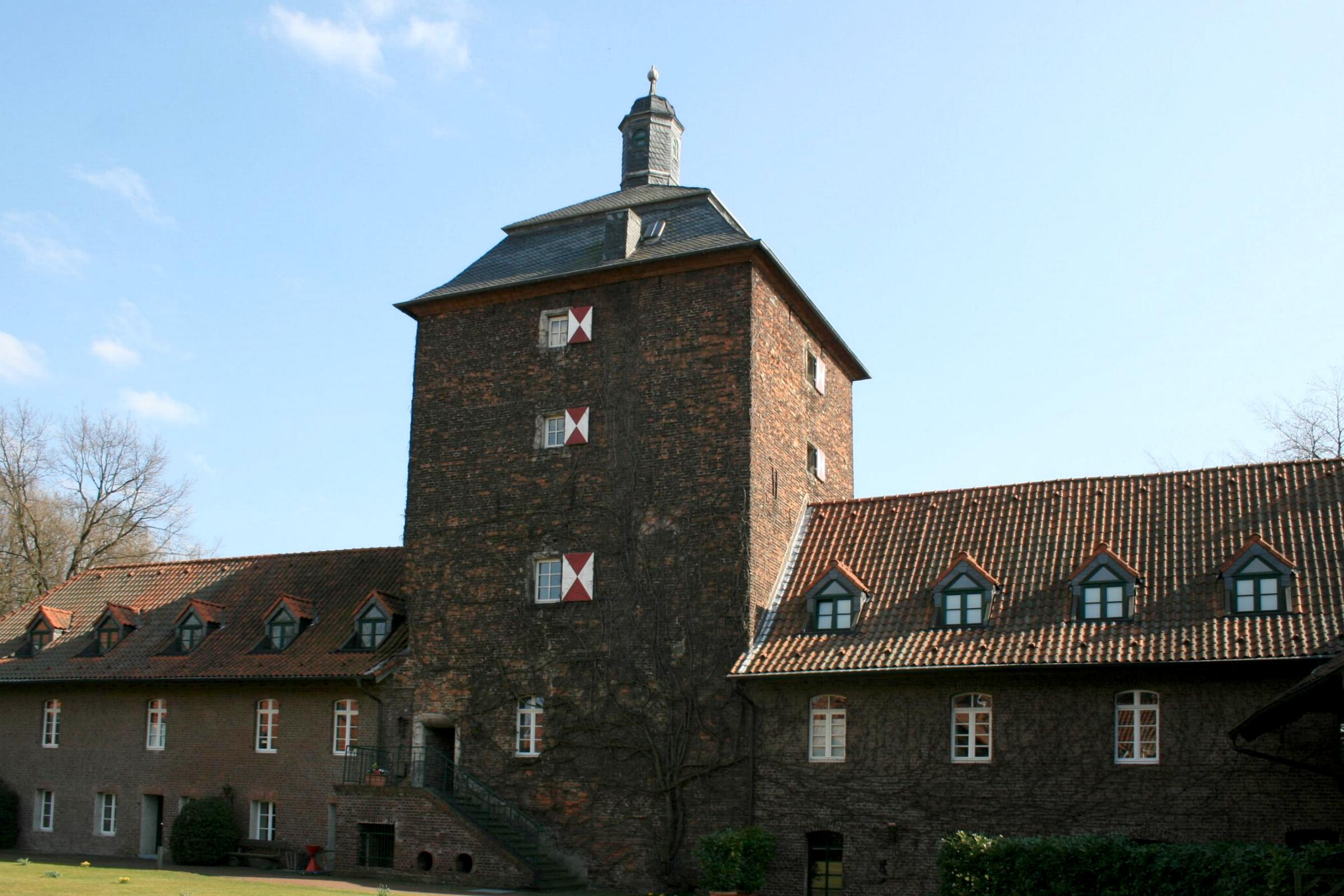
Hofseite des Südostflügels
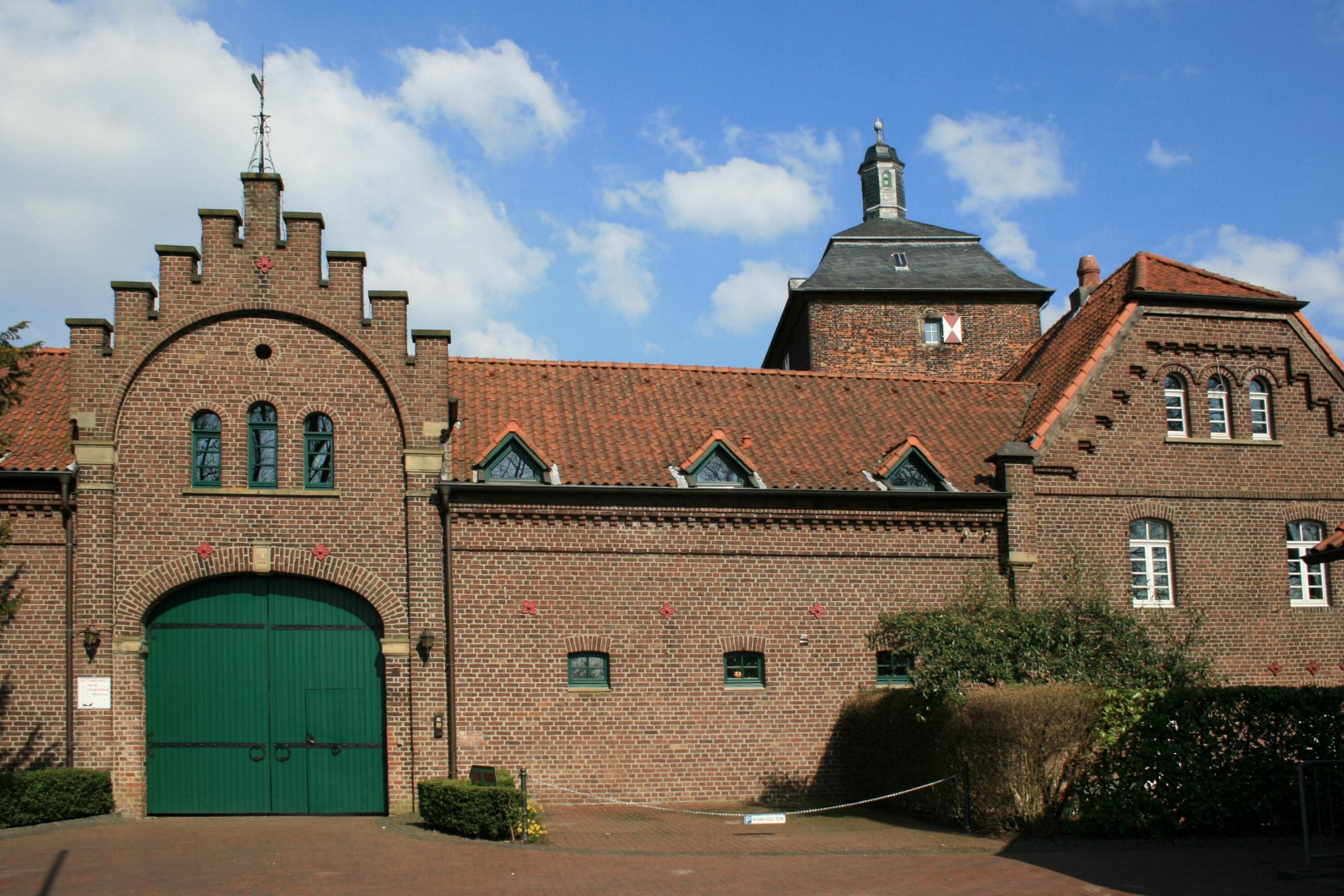
Südwestflügel mit Torbau (links)
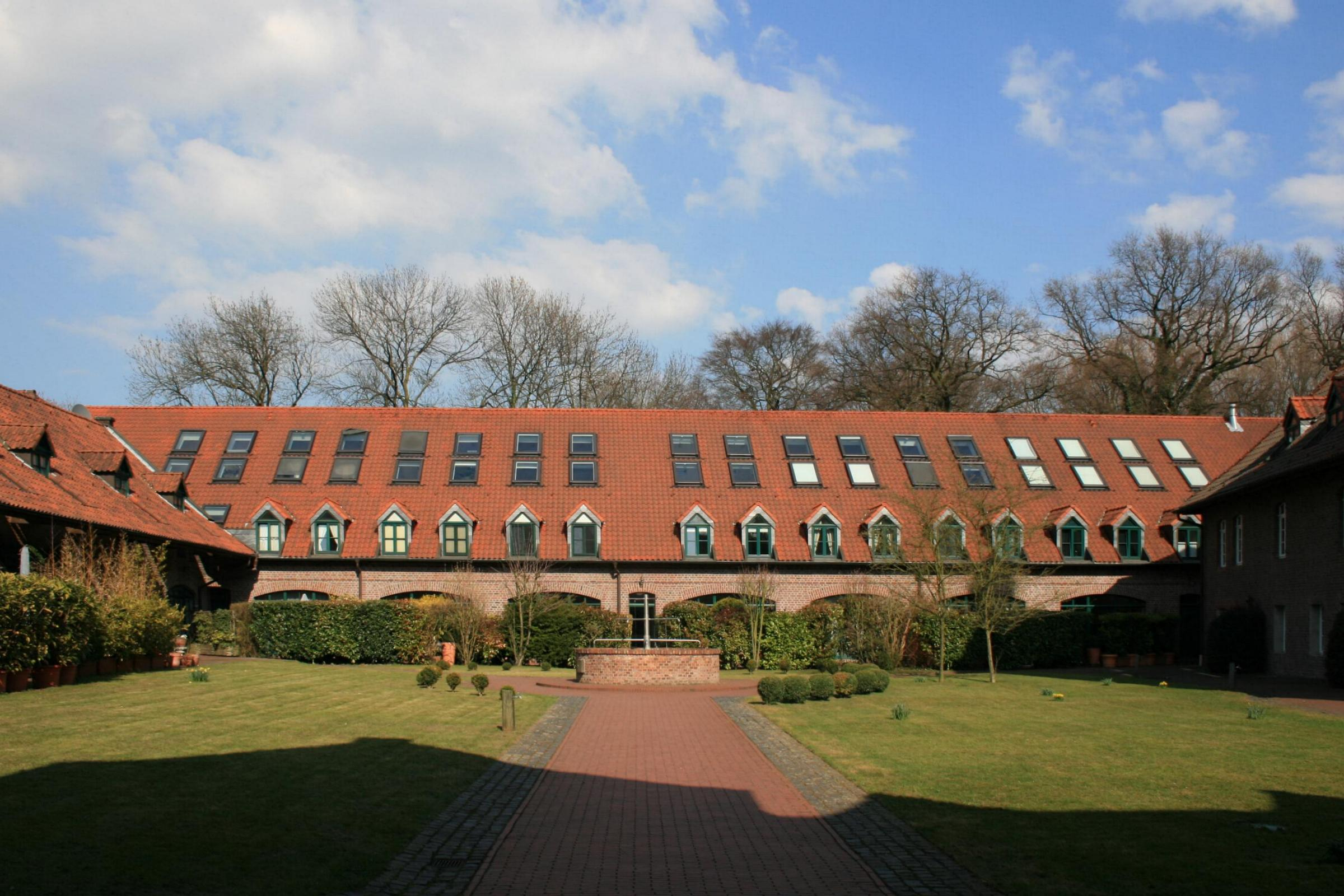
Moderner Wohnflügel an der Nordostseite